# David Martín

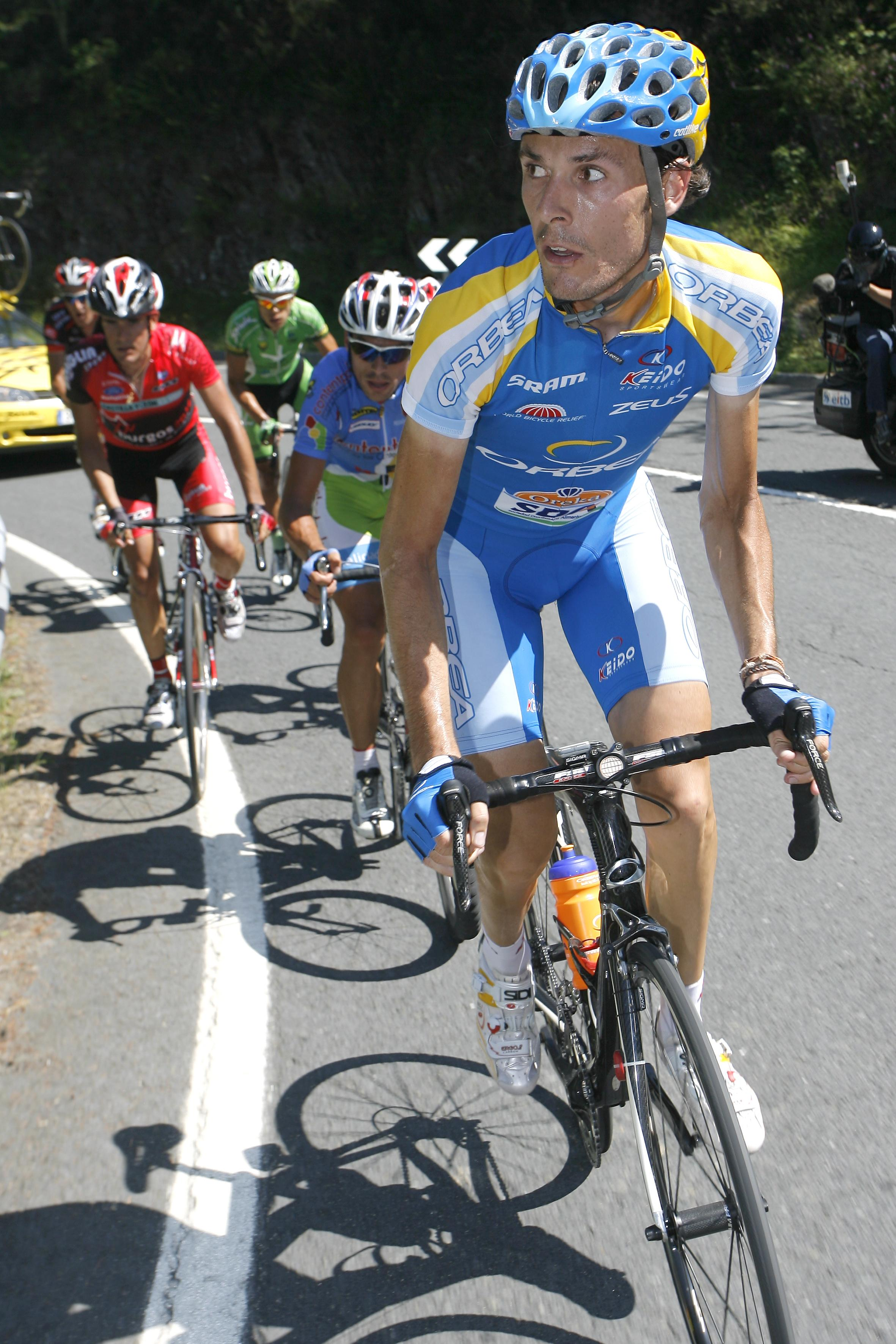
David Martín (2017)

David Martín Velasco (* 8. November 1983 in Torrelaguna) ist ein spanischer Straßenradrennfahrer.
David Martín wurde im Jahr 2000 spanischer Meister im Einzelzeitfahren der Juniorenklasse. Im nächsten Jahr konnte er seinen Titel nicht verteidigen, sondern belegte den dritten Platz. In der Saison 2006 konnte er die Gesamtwertung der Bizkaiko Bira für sich entscheiden. Daraufhin fuhr er 2007 für das spanische Continental Team Orbea-Oreka S.D.A. In seinem zweiten Jahr dort wurde er Fünfter der Gesamtwertung beim Grande Prémio Credito Agricola. 2009 fuhr Martín für die Mannschaft Rock Racing.

## Erfolge
2000
- Spanischer Meister – Einzelzeitfahren (Junioren)

## Teams
- 2007 Orbea-Oreka S.D.A.
- 2008 Orbea-Oreka S.D.A.
- 2009 Rock Racing